# Bahnhof Barcelona-Sants
Der Bahnhof Barcelona-Sants ist der Hauptbahnhof der katalanischen Metropole Barcelona. Er liegt im Stadtbezirk Sants-Montjuïc. Unter anderem ist er ein wichtiger Bahnhof der Schnellfahrstrecke Madrid–Barcelona–Französische Grenze.

## Geschichte

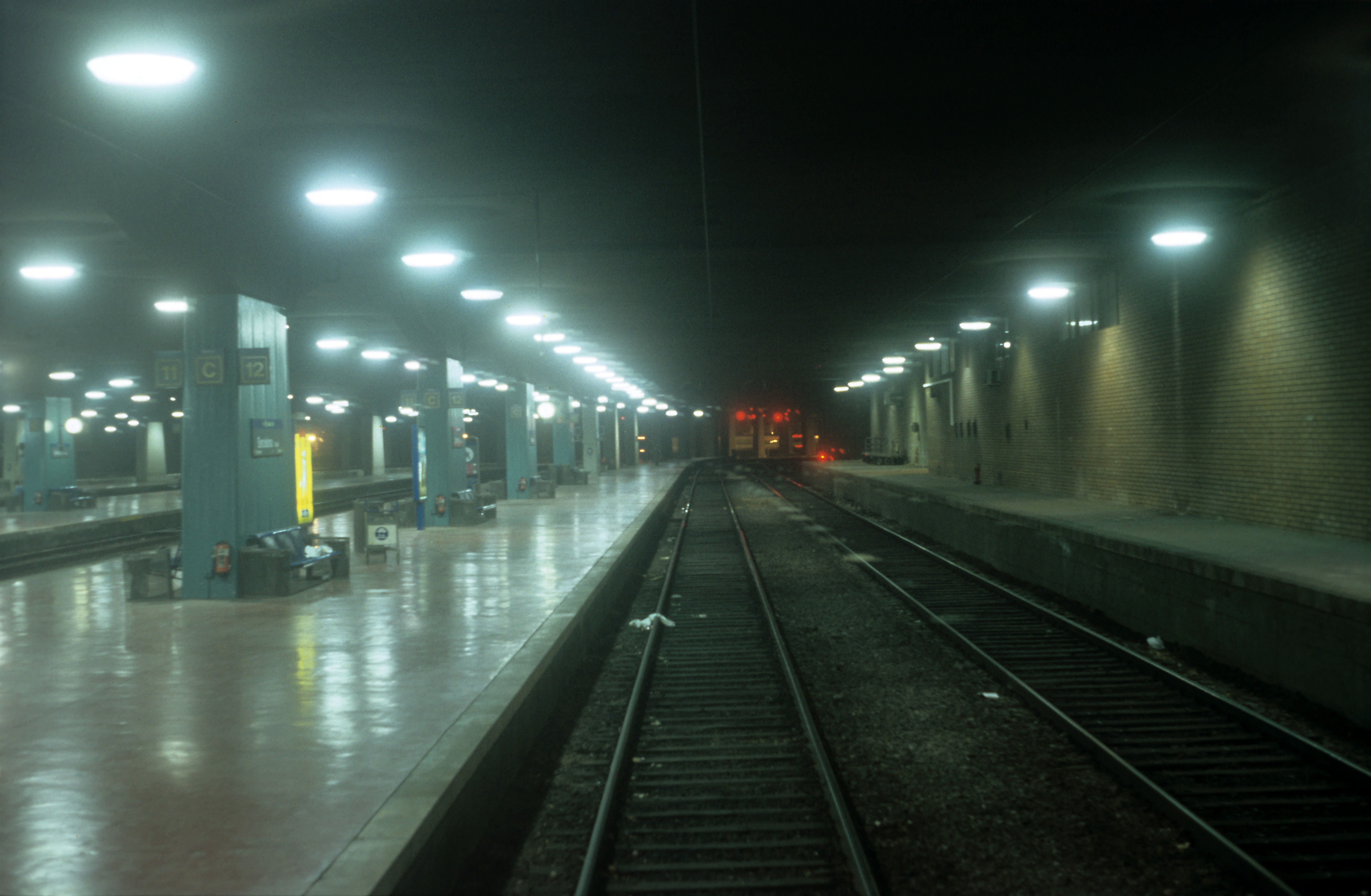
Gleise 12 und 13 mit Gepäck- und Expressgutbahnsteig (alter Bahnhofszustand), Oktober 1995

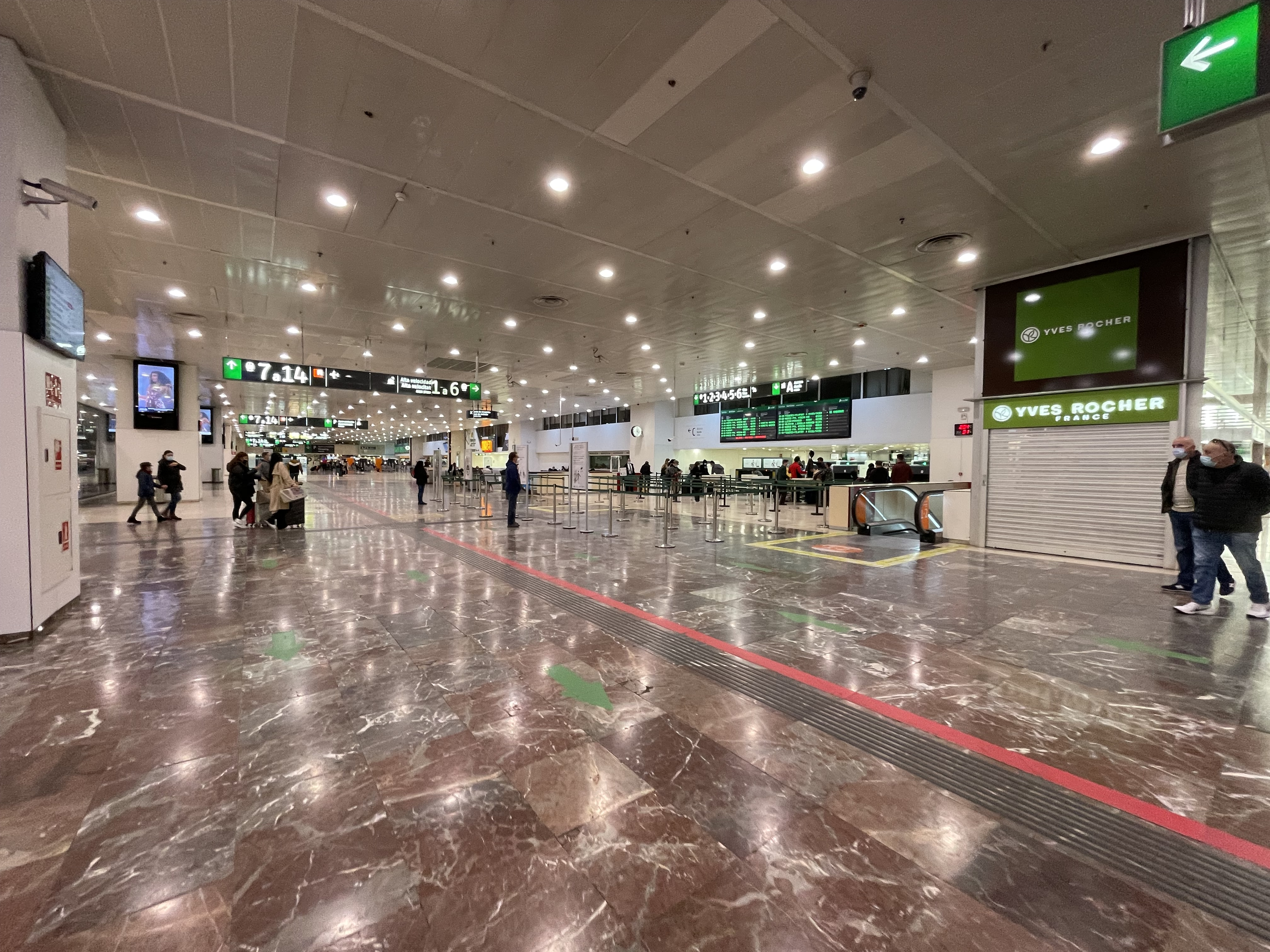
Wartehalle des Bahnhofs, 2022

Der Bahnhof mit unterirdischen Gleisanlagen und ebenerdig darüber liegender Bahnhofshalle sowie Hotelbetrieb in den Obergeschossen wurde in den 1970er Jahren errichtet. Er löste die Estació de França als Hauptbahnhof der Stadt ab. Im Februar 2008 erreichen die ersten AVE-Hochgeschwindigkeitszüge durchgehend auf Regelspur aus Madrid den Bahnhof. Im Zuge der Einbindung der Schnellfahrstrecke Madrid–Barcelona–Französische Grenze wurde der Bahnhof umgebaut und erweitert. Seitdem sind die nördlichen Gleise 1 bis 6 regelspurig und mit Einphasenwechselspannung von 25 kV bei 50 Hz elektrifiziert. Sie erhielten zwei Haltepositionen, um aus Kontrollgründen Ankunft und Abfahrt zu trennen. Die Bahnsteiggleise 2 und 3 sowie 4 und 5 wurden in Bahnsteigmitte mit einer doppelten Gleisverbindung verbunden. Im Zuge dieses Umbaus wurden alle Gleise in feste Fahrbahnen umgebaut. Das Gleis 13 am Südrand, das noch in den Neunzigern für die Reisegepäck- und Expressgutverladung genutzt wurde, ist seitdem ein Bahnsteiggleis. Es wurde durch ein weiteres Gleis 14 ergänzt.
Seit 2013 ermöglicht der Provença-Tunnel unter der Stadt hindurch die Fortsetzung der Hochgeschwindigkeitsstrecke zur französischen Grenze. Ursprünglich sollte Sants mit dem Bahnhof Barcelona-Sagrera einen Gegenpol im Ostteil der Stadt erhalten. Das Datum der Inbetriebnahme für diesen Bahnhof ist jedoch derzeit unklar. Die Hochgeschwindigkeitszüge von/nach Madrid bzw. Frankreich werden an beiden Orten anhalten. Im Zuge dieses Angebotsausbaus werden und wurden im Bahnhof, der in einem flughafenähnlichen Stil erbaut wurde, diverse Umbauten vorgenommen.
Die Gleise der U-Bahn-Linie 5 liegen etwa parallel zu den S- und Fernbahngleisen nördlich der Adif-Bahnsteighalle in einer eigenen Bahnsteighalle. Die Linie 3 kreuzt die Anlagen auf der Ostseite in einem Winkel von etwa 90°

## Verkehr

### Fernverkehr

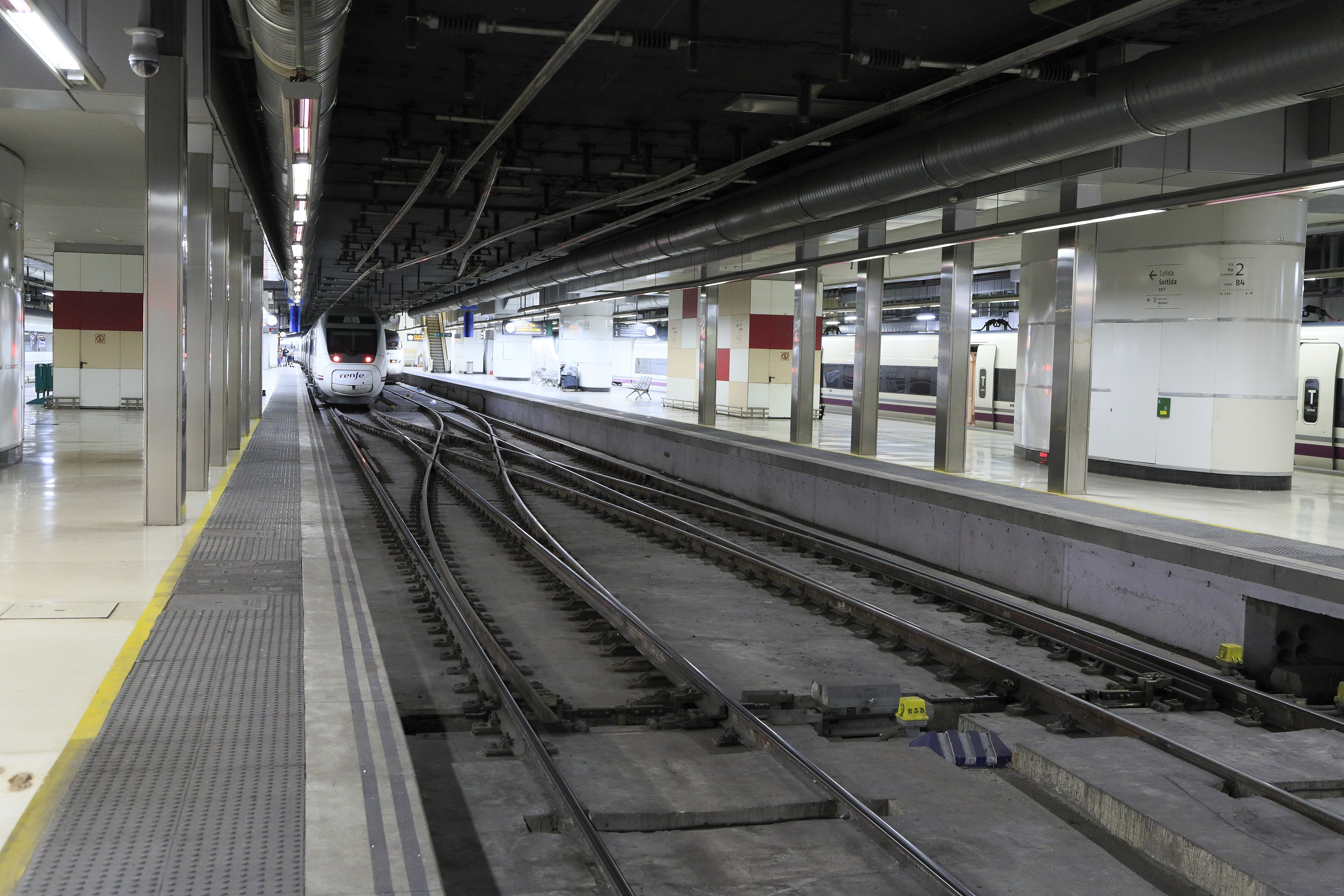
Regelspurgleise 2 und 3 mit doppelter Gleisverbindung, Mai 2015

Ab Barcelona-Sants verkehren die meisten Fernverkehrszüge, die Barcelona tangieren; beispielsweise die über die regelspurigen Schnellfahrstrecken verkehrenden Hochgeschwindigkeitszüge von und nach Frankreich.
Es verkehren hier Fernzüge der Anbieter Renfe, SNCF und ILSA nach Madrid Atocha, Sevilla, Córdoba, Málaga, Granada, Figueres, Paris, Marseille und Lyon. Die Reisezeit nach Madrid liegt für Züge ohne Zwischenhalt bei weniger als drei Stunden.
Außerdem verkehren von den Gleisen 1 bis 3 Züge der Zuggattungen Alvia und Intercity (nach Bilbao, Donostia-San Sebastián, Pamplona, A Coruña, Vigo und Salamanca). Diese werden allesamt in Zaragoza auf Iberische Breitspur umgespurt. Außerdem fahren Züge der Gattung Avant nach Lleida und Figueres.
Von den Gleisen 4 bis 6 fahren alle Züge in Richtung Frankreich ab. Dies betrifft sowohl die von der Renfe betriebenen AVE-Züge nach Lyon und Marseille, als auch die von der SNCF betriebenen TGV-Züge nach Paris.
Die Gleise 11 und 12 werden ebenfalls von Fernzügen bedient, jedoch von jenen, die auf iberischer Breitspur fahren. Ursprünglich fuhren von hier die Euromed-Züge nach Valencia und Alicante ab, jedoch verkehren sie seit dem Umbau des Corredor Mediterraneo über die Standardspurgleise.

### Regionalverkehr

#### Rodalies Barcelona
Folgende Linien des S-Bahn-ähnlichen Netzes Rodalies Barcelona bedienen den Bahnhof Sants:
- R1
- R2
- R3
- R4
- R7 (vereinzelt)

Diese Linien werden von der Renfe betrieben. Damit ist der Bahnhof ein zentraler Knotenpunkt des Rodalies-Systems.
Für die Rodalies-Züge der Linien R1, R3, R4 und R7 sind die Gleise 7 bis 10 sowie für die Linie R2 die Gleise 13 und 14 vorgesehen.
Die Züge der katalanischen Eisenbahngesellschaft FGC verkehren ab den Bahnhöfen Plaça de Catalunya und Plaça de Espanya.
Nach Vollendung der Bauarbeiten zum Bahnhof Barcelona-Sagrera verkehrt dann auch die Linie R10 wieder, die vom Bahnhof Barcelona-França zum Flughafen führt und nebst Sants auch noch den unterirdischen Bahnhof Barcelona-Passeig de Gràcia bedient. Ab Sants beträgt die Fahrzeit rund 20 Minuten.

#### Übriger Regionalverkehr
Ab Sants verkehren Regionalzüge nach Lleida, Portbou/Cerbére, Tortosa und Valencia. Diese Züge beginnen und enden meist im Bahnhof Barcelona-França und verkehren über Sants. Für den Nah- und Regionalverkehr werden ausschließlich die breitspurigen Bestandsstrecken genutzt.

### U-Bahn
Die Metro Barcelona bedient den Bahnhof mit den U-Bahnlinien L3 (Zona Universitària–Trinitat Nova) und L5 (Cornellà Centre–Vall d'Hebron). Die Station der Linie L5 wurde 1969 eröffnet, diejenige der Linie 3 im Jahr 1976. 2004 wurde die Schalterhalle der Linie 3 saniert.